# Prins Harald
Prins Harald til Danmark (Harald Christian Frederik; 8. oktober 1876 – 30. marts 1949) var en dansk prins og officer. Han var søn af Frederik 8. og bror til Christian 10.
Prins Harald gjorde karriere som officer i Hæren, hvor han afsluttede sin tjeneste som generalmajor i Gardehusarregimentet og i 1933 blev udnævnt til generalløjtnant. Han var desuden ordenskansler fra 1914 til sin død i 1949.

## Biografi

### Fødsel og opvækst
Prins Harald blev født den 8. oktober 1876 på sine forældres sommerresidens Charlottenlund Slot nord for København i sin bedstefar Kong Christian 9.'s regeringstid. Han var det fjerde barn og den tredje søn af Kronprins Frederik (den senere Frederik 8.) og Kronprinsesse Lovisa af Sverige (den senere Dronning Louise). Hans far var den ældste søn af Kong Christian 9. og Dronning Louise af Danmark, mens hans mor var den eneste datter af Kong Karl 15. og Dronning Louise af Sverige og Norge. Han blev døbt med navnene Harald Christian Frederik og var kendt som Prins Harald.
Prins Harald havde to ældre brødre, Christian (den senere Christian 10. af Danmark), Carl (den senere Haakon 7. af Norge) og fem øvrige søskende. Han voksede op med sine søskende i forældrenes residens i Frederik VIII's Palæ på Amalienborg Slot og i sommerresidensen Charlottenlund Slot ved Øresund nord for København. Kronprinsparrets børn blev opdraget af deres mor, hvad der var usædvanligt for tiden, hvor opdragelsen af kongelige børn som regel blev varetaget af guvernanter. Under deres mors opsyn modtog kronprinsparrets børn en forholdsvis streng kristent domineret opdragelse, som lagde vægt på nøjsomhed, pligtopfyldelse, regelmæssighed, flid og orden. Han blev konfirmeret 11. marts 1894 i Christiansborg Slotskirke. Som en yngre søn var det forventet, at han fik en karriere indenfor militæret, og han startede sin militære uddannelse som 17-årig. Han gjorde senere tjeneste ved Gardehusarregimentet.

### Ægteskab
Prins Harald giftede sig 28. april 1909 på Glücksborg Slot med sin halvkusine Prinsesse Helena af Slesvig-Holsten-Sønderborg-Glücksborg (1. juni 1888-30. juni 1962). Hun var datter af Hertug Frederik Ferdinand af Slesvig-Holsten-Sønderborg-Glücksborg og barnebarn af Christian 9.s bror Frederik. Hendes mor var prinsesse af Slesvig-Holsten-Sønderborg-Augustenborg, tipoldebarn af Struensee og søster til den tyske kejser Wilhelm 2.s gemalinde, Kejserinde Augusta Viktoria. 
Augustenborg-familien havde ellers udsigt til den danske trone efter den oldenborgske mandsstammes forventede uddøen med Frederik 7. Men i 1848 gjorde den oprør mod Danmark og blev som straf i 1851 udelukket fra arveretten til den danske trone. Efter tabet af Hertugdømmerne i 1864 var alle med forbindelse til det preussiske kongehus – efter 1871 kejserhus – ilde set.
I ægteskabet blev der født fem børn, hvoriblandt den senere Arveprinsesse Caroline-Mathilde. Efter brylluppet boede det kongelige par boede først på landstedet Jægersborghus i Jægersborg nord for København. Fra 1918 boede parret i en villa på Svanemøllevej 25 i Ryvangen, tegnet af Julius Bagger.

### Senere liv
Prins Harald blev ordenskansler i 1914.
Da Prinsesse Helena under besættelsen viste sympati for Buhl, Scavenius og Tyskland, blev hun efter befrielsen landsforvist af Kong Christian 10.. Hun fik først lov at vende tilbage til Danmark kort før prins Haralds død i 1949.
Prins Harald døde 72 år gammel den 30. marts 1949 på Bispebjerg Hospital i København. Han blev gravsat i Roskilde Domkirke, der med få undtagelser er den traditionelle gravkirke for de danske konger siden 1400-tallet. Prinsesse Helene boede efter sin tilbagevenden i villaen på Svanemøllevej indtil sin død. Hun overlevede sin mand med 13 år og døde i Hellerup 30. juni 1962.

## Interesser
Han var frimurer og 1947-1949 formand (højeste styrer) for Den Danske Frimurerorden.

## Titler, prædikater og æresbevisninger

### Titler og prædikater fra fødsel til død
- 8. oktober 1876 – 30. marts 1949: Hans Kongelige Højhed Prins Harald til Danmark

### Æresbevisninger

#### Danske dekorationer
- Danmark: Ridder af Elefantordenen (R.E.)  (1894)[2]
- Danmark:  Storkommandør af Dannebrogsordenen (S.Kmd.)  (1917)[2]

#### Udenlandske dekorationer
- Sverige: Ridder af Serafimerordenen (S.Sph.)  (1897)[8]

## Børn
- Prinsesse Feodora – gift 1937 med sin fætter Prins Christian af Schaumburg-Lippe.
- Prinsesse Caroline-Mathilde – gift 1933 med Arveprins Knud.
- Prinsesse Alexandrine-Louise – gift 1937 med grev Luitpold af Castell-Castell.
- Prins Gorm (født 24/2 1919, død 1991) – ikke gift
- Prins Oluf – borgerligt gift

## Anetavle
Se Christian 10.s anetavle